# Мак Кехт
Мак Кехт — (ірл. — Mac Cecht) — персонаж давніх ірландських міфів, легенд, історичних переказів. Згідно середньовічної ірландської історичної традиції — верховний король Ірландії з Племені Богині Дану (Туата Де Даннан) (ірл. — Tuatha Dé Danann). Час правління (згідно середньовічної ірландської історичної традиції): 1317—1287 до н. е. (згідно «Історії Ірландії» Джеффрі Кітінга) або 1730—1700 до н. е. роки до н. е. згідно хроніки Чотирьох Майстрів. Син Кермайта (ірл. — Cermait), нащадок чи онук Дагди. Спочатку мав ім'я Техур (ірл. — Téthur), але потім був названий Мак Кехт — Син Кехта — на честь божества якому поклонявся — священного Плуга або Леміша (від ірл. — Cecht — плуг, леміш). Тобто, його ім'я можна перекласти як Син Плуга. Згідно легенд, Плем'я Богині Дану, а потім і сиди особливо шанували плуг як священне знаряддя, священний предмет. Його дружиною була Фодла. За іменем його дружини острів Ірландія інколи називають Фодла — особливо у поезії. Він і двоє його братів — Мак Квілл і Мак Грейне (ірл. — Mac Cuill, Mac Gréine) вбили верховного короля Ірландії Луга Довгорукого, здійснюючи помсту за свого батька. Ці троє братів правили Ірланлією спільно 30 років. Вони були останніми королями Племен Богині Дану. Вони вбили Іха — першого вождя мілезійців, який прибув на острів. Потім острів захопили мілезійці.